# Cayetano María Huarte Ruiz de Briviesca
Cayetano María Huarte Ruiz de Briviesca fue un escritor y poeta español nacido en Cádiz en 1741 y fallecido en 1806.

## Biografía
Hijo del regidor perpetuo Juan Antonio de Huarte, y hermano de Francisco de Huarte, uno de los factores de la fundación de la Academia de Bellas Artes de Cádiz, Cayetano nació en 1741. Tras doctorarse en Teología en la Universidad de Osuna, en 1773 accedía al cabildo catedralicio, donde desde muy pronto dio muestras de su celo y sus inquietudes: fue nombrado director del Colegio de Santa Cruz, fundado con la finalidad de servir de cantera de voces para el coro de la iglesia catedral; visitó la localidad de Vejer de la Frontera con motivo de haber aparecido en la misma unos restos que parecían probar que por ella transitaron San Servando y San Germán en su camino hacia Tánger para recibir la palma del martirio; y se preocupó en numerosas ocasiones de aspectos benéficos y asistenciales, como muestran su participación en la Junta directiva del Hospicio gaditano, del que llegó a ser director espiritual; su insistencia para que las dotes otorgadas por los patronatos de obras pías administrados por el Cabildo beneficiaran efectivamente a los pobres; su exhortación a sus compañeros capitulares para que se hicieran cargo de la compra de quinina con motivo de la fiebre amarilla de 1786; y sus desvelos por lograr que los prebendados aumentaran la asignación económica al Hospicio.
Nombrado canónigo penitenciario en 1788, su precario estado de salud motivaría que durante mucho tiempo residiera en la localidad granadina de Lanjarón con el fin de tomar las aguas, y tan sólo a partir de 1797 su actividad vuelve a adquirir el ritmo de antaño, encomendándole el cabildo algunas misiones de gran relevancia, yendo a Sevilla a presentar ante la Audiencia las cuentas de los patronatos de obras pías; acaudillando las protestas de los prebendados con motivo de la Desamortización de 1798; y realizando una serie de visitas pastorales por la diócesis, cuyos informes constituyen una fuente de primera mano para conocer la vida espiritual de la misma en las postrimerías del siglo XVIII. Fallecía, parece que repentinamente (no consta redactara testamento) en 1806.
En opinión de Ravina Martín, Huarte perteneció al grupo de ilustrados gaditanos, en el que podríamos incluir a su hermano Francisco, Antonio Mosti, Rafael de Antúnez, el marqués de Ureña, y el marqués de Méritos, y sus relaciones personales con ellos debieron ser bastante fluidas, por cuanto Cayetano casó a Antúnez y predicó el sermón correspondiente cuando una de las hijas de Mosti se convertía en religiosa. No sería el único eclesiástico gaditano en participar de estos ideales, pudiendo señalar entre sus hermanos de cabildo al lectoral Antonio Trianes y al magistral Antonio Cabrera, aunque ambos desarrollarían su actividad ya en los primeros años del siglo XIX.

## Obra
La obra de Huarte ha permanecido en buena medida inédita hasta nuestros días, y consta de tres grandes núcleos:
1. Sermones, publicados casi todos ellos en el siglo XVIII.
2. Crítica histórica, representada por el "Discurso sobre los santos del Obispado de Cádiz" leído ante los miembros del cabildo en 1802, y en el que pretende demostrar cómo el culto prestado a numerosos santos considerados propios de la diócesis, no se ajusta a la verdad histórica.
3. Finalmente, su vena poética quedó plasmada en las "Poesías inéditas del Sr. Dn. Cayetano María de Huarte canónigo penitenciario de esta Santa Iglesia Catedral de Cádiz", manuscrito con una caligrafía de inicios del siglo XIX conservado en la Biblioteca Municipal de Cádiz, hallándose en la Biblioteca de Temas Gaditanos dos copias mecanografiadas del mismo. Ninguno de sus poemas, salvo "La Dulcíada", impresa por el Marqués de Méritos en 1807, vio la luz hasta la publicación en 1991 de la obra Iglesia e Ilustración en el Cádiz del siglo XVIII. Cayetano Huarte. Las composiciones incluidas en dicho manuscrito son las siguientes:

- La Dulcíada.

- Égloga en elogio de Andalucía (1772).

- Versión del cántico de Moisés (¿1797?).

- Silvano a su hijo que iba voluntario de campaña (1795).

- Soneto con motivo de la guerra contra Francia (¿1793-1795?).

- Soneto con motivo del decreto que prohíbe la "Liga de la Teología Moderna con la Filosofía" y "El pájaro en la Liga" (¿1799?).

- Soneto con motivo de los escándalos cometidos en la iglesia del Pòpulo en Cuaresma (1793).

- Soneto a María Amparo Aguirre.

- Anacreóntica a Antero Benito Núñez (1794).

- A Antero Benito Núñez por la muerte de un amigo común.

- Llanto de Delio por su patria Cádiz.

- A Gelmira al haberse quemado los dedos (1793).

- Sueño de Delio a Albana. En este poema Huarte se refiere a la adopción por la duquesa de Alba de una africana, tema que también aparece reflejado en un poema de Manuel José Quintana.

- Fábula primera. La retama y el romero (1797).

- Fábula segunda. Las abejas (1798).

- Fábula tercera. El vaquero.

- Sátira primera. El familiar del obispo.

- Sátira segunda. Contra las diversiones de corridas de toros.

- Sátira tercera. Contra los errores en las doctrinas morales y devociones falsas y supersticiosas.

- Sátira cuarta. A la obra del exjesuita Bonola "Liga de la Teología Moderna con la Filosofía" (¿1798?).

- Sátira quinta. Himno a la Giralda.

- Fábula dicha por una niña del Hospicio (1800).

- Finalmente, las hilarantes Cartas satíricas sobre la tragedia "Sancho Ortiz de las Roelas" (1800), escritas con motivo del estreno en Madrid de dicha obra, paráfrasis a su vez de "La estrella de Sevilla" de Lope de Vega realizada por Cándido María Trigueros, uno de los principales refundidores dieciochescos de dramas españoles del Siglo de Oro.

Es posible que Huarte estuviese influido por la escuela salmantina, como revela el hecho de que en algunos poemas utiliza el sobrenombre "Delio", que sería el empleado por Fray Diego González, fundador de la misma; la redacción de alguna anacreóntica, género tan caro a Meléndez Valdés, y la utilización de algún tema típico de la poesía de Quintana, como se refleja en el "Sueño de Delio a Albana". Sería interesante averiguar las posibles (diríamos que seguras) vinculaciones de Huarte con los hombres de la escuela sevillana, como Arjona, Manuel María del Mármol, Reinoso, Blanco White o Lista, pero no se cuenta con prueba documental de ello. Es de señalar que la condición clerical de Huarte no fue ni mucho menos algo excepcional en la poesía española finidieciochesca: Fray Diego González, de la escuela salmantina, y los principales representantes de la escuela sevillana, fueron eclesiásticos.
Un tema siempre recurrente en la poesía de Huarte es su amor a Cádiz, su patria chica, tal como se refleja en los sentidos versos de la composición "Llanto de Delio por su patria Cádiz", escrito con motivo del bloqueo inglés de 1797. Pero en la poesía de Huarte se aprecian continuamente sus preocupaciones filantrópicas, tales en el "Sueño de Delio y Albana", donde se hace eco de los sentimientos antiesclavistas que comienzan a penetrar en la España de fines del siglo XVIII, condenando las atrocidades practicadas por las naciones europeas con los africanos; y la "Fábula dicha por una niña del Hospicio", en la que exhorta a la Junta directiva del mismo a continuar con sus desvelos asistenciales. La crítica social y de costumbres estará continuamente presente en su "Sátira segunda. Contra las diversiones en las corridas de toros".
Llama la atención la postura del canónigo ante la Guerra contra la Convención francesa (1793-1795), por cuanto, a diferencia del entusiasmo con que en nuestro país se acogió un conflicto que sería considerado por muchos como una nueva guerra de religión, Huarte manifestará continuamente su rechazo hacia estas actitudes: en "Silvano a su hijo que iba voluntario de campaña", poema escrito en 1795, mostrará su repulsa ante esa pretendida "guerra de religión", ya que es el Fanatismo quien "ha inventado esa voz, desconocida en la más pura edad del cristianismo". En la "Anacreóntica a Don Antero Benito Núñez", redactada un año antes, condenará asimismo la guerra contra Francia.
No faltará en la obra de Huarte la crítica de las lacras del estamento eclesiástico, y sus pequeñas miserias saldrán a colación en la hilarante sátira "El familiar del obispo", quizás de lo mejor de su producción poética. El furor de aquel, motivado por no haber obtenido la ansiada canonjía, le lleva a hacer gala de sus pretendidos méritos: enamorar a las sobrinas de los vicarios ofreciéndoles promesas de matrimonio que nunca pretendió cumplir, ejercer empleos sin estar preparado para su desempeño, servir con fidelidad al prelado, haber descuidado siempre su formación intelectual...el nepotismo, la ignorancia, el servilismo, estarán continuamente presentes en la Iglesia finidieciochesca a tenor de estos versos.
Pero reservará sus dardos más afilados a las ideas probabilistas, y ello le llevará a rechazar por completo a la Compañía y a todo lo que ella supone, atribuyéndole buena parte de los males que aquejan a la Iglesia. En su sátira tercera, "Contra los errores en las doctrinas morales y devociones falsas y supersticiosas", fustigará sin piedad el laxismo de teólogos y confesores, las opiniones antiagustinianas de algunos jesuitas, y la pereza mental de la mayoría de los teólogos. Volverá a incidir en estos temas en la sátira cuarta, "A la obra del exjesuita Bonola, Liga de la Teología Moderna con la Filosofía, en daño de la Religión de Nuestro Señor Jesucristo".
Numerosos rasgos del pensamiento del autor permiten incluirle en el seno del movimiento jansenizante que se difundiera en la España de los últimos años del XVIII: su cultura bíblica y patrística, su rechazo de las supersticiones y leyendas sin fundamento histórico, su espíritu crítico, la repulsa del probabilismno y el laxismo a los que identifica como doctrinas jesuitas, su rigorismo moral, su amor por la Iglesia primitiva...su pensamiento nos muestra la vitalidad, el aperturismo cultural y el afán de renovación intelectual que constuirán lo mejor del Cádiz que vio su obra.